# Corynoneura arcuata
Corynoneura arcuata är en tvåvingeart som beskrevs av Jean-Jacques Kieffer 1911. Corynoneura arcuata ingår i släktet Corynoneura och familjen fjädermyggor.
Artens utbredningsområde är Tyskland. Inga underarter finns listade i Catalogue of Life.